# Arum cylindraceum
Arum cylindraceum — вид квіткових рослин родини кліщинцевих (Araceae).

## Біоморфологічна характеристика
Це трав'яниста багаторічна рослина з вертикальним кореневищем. Листки на довгих ніжках, стрілоподібні, цілісні. Пиляки багряно-фіолетові. Плоди — ягоди. 2n = 28.

## Галерея

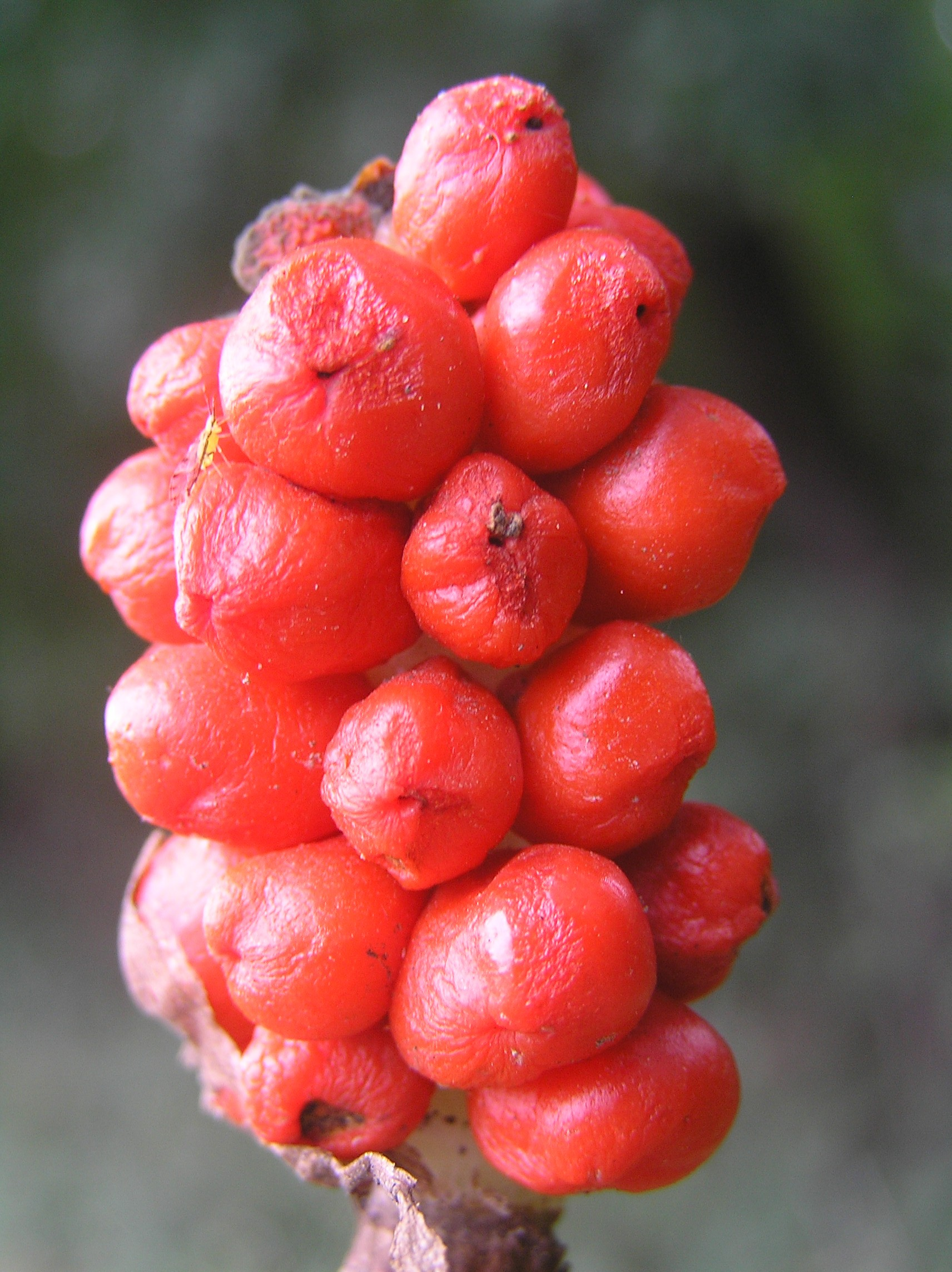
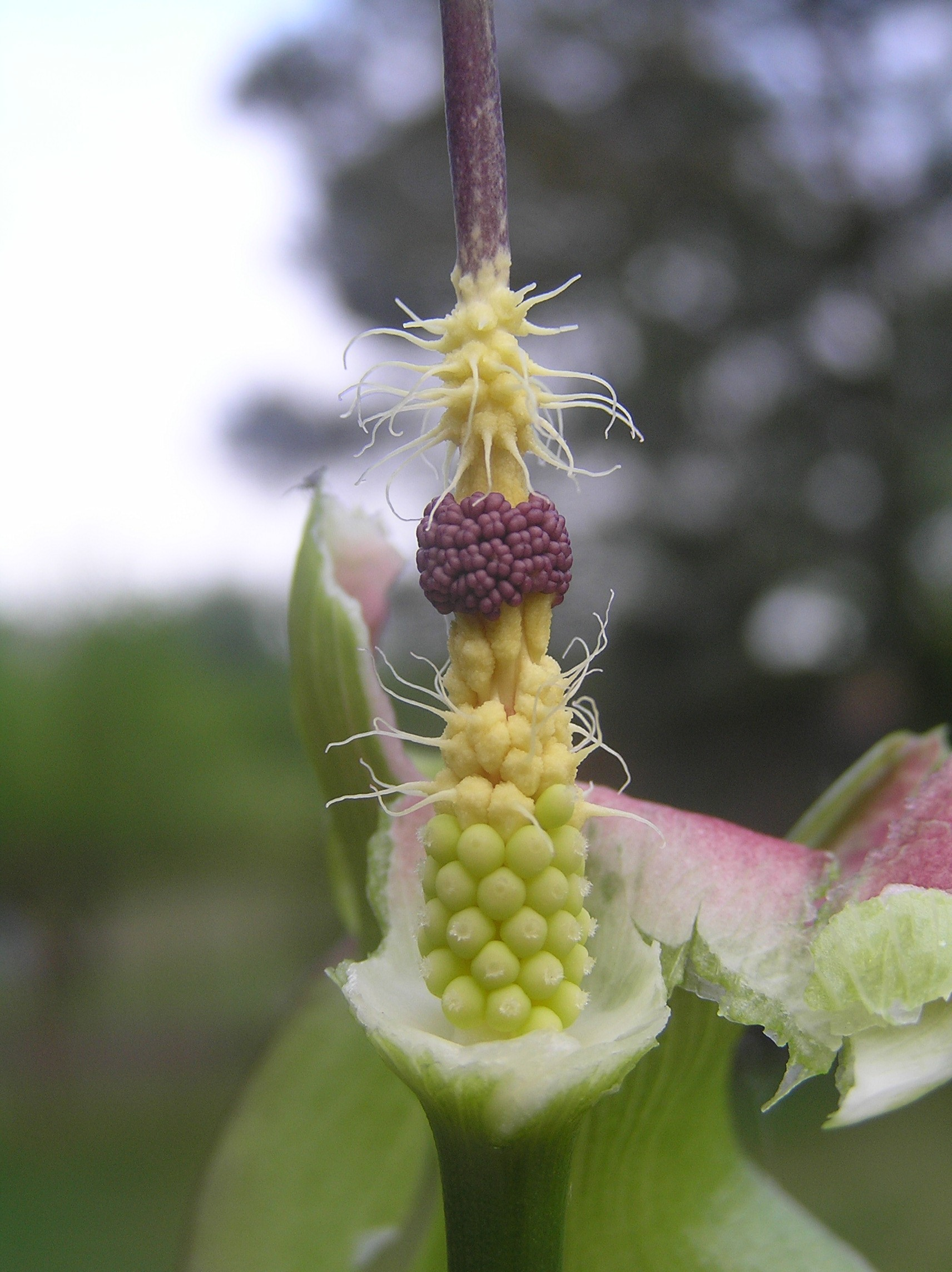

## Поширення
Росте у Європі, Туреччині, Кіпрі.